# ESO 69-6
ESO 69-6 (auch: AM 1633-682) ist ein interagierendes Galaxienpaar im Sternbild Südliches Dreieck. Es ist ca. 650 Millionen Lichtjahre entfernt. Lange Gezeitenschweife, die von beiden Einzelgalaxien ausgehen, sind Zeichen ihrer gravitativen Wechselwirkung.
Die nördliche Einzelgalaxie trägt die Bezeichnung ESO 069-IG 006N bzw. IRAS 16330-6820, die südliche ESO 069-IG 006S bzw. LEDA 285730. Es wird vermutet, dass die beiden Einzelgalaxien in einem Zeitraum von ca. 100 Millionen Jahren zu einer großen elliptischen Galaxie verschmelzen werden.